# Громадський інформаційно-аналітичний центр для молоді
Грома́дський інформаці́йно-аналіти́чний Це́нтр для мо́лоді (англ. Civic Informational and Analytical Centre for Youth) — українська молодіжна громадська організація, що веде глибоку роботу з просвіти й активізації молодих людей зокрема та розвинення молодіжного руху взагалі.

## Мета організації
Місією Центру є актуалізований але гармонійний розвиток особистості молодої людини крізь призму неформальної освіти та громадянської активізації.

## Завдання й заходи
Основними заходами та програмами Центру за останній час стали:
- програма «Єдиний інформаційний громадський простір для молоді м. Харкова [Архівовано 13 жовтня 2007 у Wayback Machine.]», що здійснюється з 2003 року[4] та має у своєму складі комплекс динамічного інформування та «зворотного зв'язку» між НУО, владою, студентством, іншими установами (кількість залучених осіб — понад 2000, кількість обговорених тем, наданих можливостей — близько 4000)[5];
- проведення ІІ Всеукраїнського молодіжного Форуму — 2005 до Дня м. Харкова та Свята Незалежності «Молодь у виборах», що зібрав близько 200 людей із всієї України та зарубіжжя (спільно з молодіжними НУО м. Харкова);
- програма «Будь упевнений у СВОЄМУ виборі!» в рамках ініціативи «Молодь у виборах» протягом виборів Президента України 2004 р., що була підтримана Центром політичної освіти (м. Київ) за сприяння Європейської спільноти;
- випуск з жовтня 2005 р. молодіжного громадського тижневика «НАНЕДІЛІ» — міжнародного Інтернет-видання з анонсно-новинним, аналітичним наповнення з усіх питань ІІІ сектору, молодіжної, соціальної, освітньої політики тощо, яке було в 2005 р. підтримано за результатами національного конкурсу частковим фінансуванням Міністерством України у справах сім'ї, молоді та спорту (кількість отримувачів — 10000);
- інформаційна підтримка програми «Молодь Харківщини: Кроки до екологічної самосвідомості» Харківської обласної спілки «Молодіжні Ініціативи», що реалізовувалося у рамках малих проектів Посольства Королівства Нідерландів (Матра/КАП);
- інформаційно-технічна підтримка установ по роботі з молоддю — створення/підтримка Інтернет-сайтів Харківського обласного ЦСССДМ, Управління у справах сім'ї та молоді Департаменту з гуманітарних питань виконкому Харківської міської ради, комунального закладу «Харківський міський центр дозвілля молоді»;
- участь у здійсненні проекту «Розвиток місцевих громадянських ініціатив», що реалізовувався Благодійним фондом «Громадські ініціативи» за рахунок коштів, отриманих від Фонду ім. Стефана Баторія: випуск 12 номерів електронної газети «Третій сектор» і видання CD-збірника «Атлас партнерства 2006», що містив понад 170 навчальних, методичних і нормативних матеріалів по діяльності ІІІ сектора та вперше презентував каталог громадських організацій м. Харкова;
- програма «Просвіта й активізація молоді м. Харкова», що реалізовується спільно з Харківським міським центром дозвілля молоді та передбачає системне навчання молодих лідерів (на сезонних Школах[6] або «виїзних» семінарах і тренінгах) спільно з молодіжними громадськими організаціями; в рамках програми видруковано шість видань («Управління активістами», «Робота зі ЗМІ», «Публічні виступи», «Можливості для молоді», «Молодіжна політика в м. Харкові», «Соціальні рольові та ділові ігри для дітей і молоді») і CD-довідник;
- програма «Освітня кампанія з Прав Людини» для молоді м. Харкова[7], що реалізована за результатами конкурсу інноваційних місцевих проектів «Ґранти для сміливих» словацької Асоціації «Люди в біді» (РІРА) та "Фонду «Європа ХХІ» в рамках програми «Розвиток спроможності організацій громадянського суспільства сходу України» спільно в коаліції молодіжних громадських організацій, та містила, зокрема, такі заходи та продукти: дослідження «Права Людини та молодь у м. Харкові», електронна бібліотека для молодих громадських правозахисників, серія навчальних правозахисних тренінгів і молодіжних турнірів із парламентських дебатів, Школа з Прав Людини тощо;
- Всеукраїнська програма «Інформаційна підтримка громадянських ініціатив» (кількість залучених осіб — понад 1000, кількість обговорених тем, наданих можливостей з 2006 р. — близько 500), у рамках якої діє інформаційна розсилка [Архівовано 28 вересня 2007 у Wayback Machine.] на базі національної молодіжної мережі «Цілі Розвитку Тисячоліття» (Youth MDG);
- програма «Кампанія підтримки студентського самоврядування» спільно в коаліції молодіжних громадських організацій за підтримки Фонду сприяння демократії Посольства Сполучених Штатів Америки в Україні (з вересня 2007 р.)

21 листопада 2005 року Центром було засновано Всеукраїнський дискусійний лист стосовно нормативно-правового регулювання студентського самоврядування.
Центр був однією з 163 організацій, що звернулися наприкінці 2006 року з відкритим листом депутатам Верховної Ради України щодо підтримки кандидатури Євгена Захарова на посаду Уповноваженого ВРУ з прав людини.
Протягом 31 жовтня 2006 року — 1 листопада 2007 року Центром було проведено «моніторинг честі» місцевих комунікативних мереж організацій громадянського суспільства, опосередкованих у Інтернеті та спрямованих на молодь, протягом якого було проаналізовано 4682 повідомлень серед 9 об'єктів, створено «Білу книгу найкращих практик місцевих комунікативних e-мереж ОГС», а також «сірий список» проявів інформаційної «дискримінації», подвійних стандартів і низьких етичних норм виробників і отримувачів інформаційних послуг у ІІІ секторі.
Наприкінці 2008 року — на початку 2009 року Центром було підготовлена збірка «Місцеві програми сприяння соціальному становленню та розвитку молоді: Досвід 2008», що вперше на 962 сторінках представила місцеві цільові програми, спрямовані на соціальне становлення та розвиток молоді, майже з усіх регіонів України.
З березня 2010 року Центр реалізовує спільно програму «Школа нових можливостей. Освіта та працевлаштування» з метою надання студентам можливості мобілізуватися на ринку праці шляхом інформування їх про додаткову освіту, стажування та пряме працевлаштування.

## Видання
Видання й публікації Центру за останній час:
- Права Людини та молодь у м. Харкові[недоступне посилання з липня 2019]. Звіт із дослідження, проведеного під час Освітньої кампанії з Прав Людини, що реалізується за результатами конкурсу інноваційних місцевих проектів «Ґранти для сміливих» Асоціації «Люди в біді» (РІРА) та "Фонду «Європа ХХІ» в рамках програми «Розвиток спроможності організацій громадянського суспільства сходу України» — Упор. А. Коновалов, М. Шишкова, Д. Таран, О. Козар, — Х., 2007. — 182 с.
- Довідник нормативно-правових актів державної молодіжної політики[недоступне посилання з липня 2019] / Упоряд.: Коновалов А. В., Шишкова М. О. — Х.: Громадський інформаційно-аналітичний Центр для молоді, 2007 — 191 с.
- Студентський паспорт м. Харкова[недоступне посилання з липня 2019]: Довідник для громадсько-активного студента / Упоряд.: Коновалов А. В. — Х.: Громадський інформаційно-аналітичний Центр для молоді, 2008 — 383 с.
- Права студентів у м. Харкові як основа боротьби з корупцією: теоретичні та практичні аспекти [Архівовано 19 січня 2009 у Wayback Machine.]: посібник / Автори-упорядники: Коновалов А. В., Шишкова М. О. — Х., 2008. — 60 с.